# Deutsche Bundesbank
De Deutsche Bundesbank of "Buba", zoals de bank kortweg genoemd wordt, is de centrale bank van Duitsland en een van de machtigste leden van het Europees Stelsel van Centrale Banken (ESCB). De Bundesbank is gevestigd in Frankfurt am Main. Naast dit hoofdkwartier heeft de bank 9 regionale hoofdkwartieren (de voormalige centrale banken van de deelstaten) en 47 filialen. De Bundesbank heeft 10.407 werknemers (2020).

## Geschiedenis
De Deutsche Bundesbank werd opgericht in de Bondsrepubliek Duitsland in 1957 als opvolger van de in 1948 gevestigde Bank deutscher Länder. Tot de euro werd ingevoerd in Duitsland in 2002 beheerde de bank de Duitse mark. De bank wist de inflatie in Duitsland laag te houden, waardoor de mark uit kon groeien tot een van de sterkste en meeste stabiele munteenheden ter wereld. Tussen de economische hervorming in de DDR van 1 juli 1990 en de Duitse hereniging van 3 oktober 1990 was de Deutsche Bundesbank ook verantwoordelijk voor het uitgeven van geld in de voormalige DDR.
In 2001 nam de Europese Centrale Bank de verantwoordelijkheid voor het monetair beleid en het uitgeven van euro's over van de Deutsche Bundesbank en de andere centrale banken in de eurozone. Vandaag de dag dient de Deutsche Bundesbank vooral als bank van de staat en bank van andere banken. Ook drukt het de Duitse euromunten en -bankbiljetten en beheert het de nationale reserves van Duitsland.
De Bundesbank was de eerste centrale bank die geheel onafhankelijk van de regering was. Dit leidde soms tot conflicten met de regering. Na de Duitse hereniging besloot Helmut Kohl het advies van de Bundesbank naast zich neer te leggen en een 1:1 wisselkoers in te stellen tussen de Duitse mark en de Oost-Duitse Mark. De toenmalige directeur van de Bundesbank, Karl Otto Pöhl, kondigde hierop zijn aftreden aan.
De econoom Axel Weber was sinds 2004 directeur van de Deutsche Bundesbank, maar legde in 2011 onverwacht zijn functie neer. Hij werd opgevolgd door Jens Weidmann. Op 20 oktober 2021 werd bekend gemaakt dat Weidmann per 1 januari 2022 zal terugtreden om persoonlijke redenen. Hij wordt opgevolgd door Joachim Nagel. Nagel werkt al 17 jaar bij de bank, waarvan de laatste zes jaar als bestuurslid.